# Echinochalina oxeata
Echinochalina oxeata är en svampdjursart som först beskrevs av Burton 1934.  Echinochalina oxeata ingår i släktet Echinochalina och familjen Microcionidae. Inga underarter finns listade i Catalogue of Life.